# Xi'an Y-20
Xi'an Y-20 (kineski: 运-20; yùn-20, sa značenjem transport-20) veliki je kineski vojni transportni zrakoplov. Projekt razvija Xi'an Aircraft Industrial Corporation, a službeno je pokrenut 2006. Službeno kodno ime zrakoplova je Kunpeng, prema mitskoj ptici koja može letjeti tisućama milja opisanoj u drevnom kineskom taoističkom klasiku Zhuangzi. Unutar same kineske zrakoplovne industrije zrakoplov je poznatiji pod nadimkom Debeljko (胖妞, pàng niū za debela djevojka), jer je njegov trup mnogo širi u usporedbi s drugim zrakoplovima koji su prethodno razvijeni u Kini. 
Y-20 koristi komponente izrađene od kompozitnih materijala. Kompoziti se sada proizvode u Kini, dok su se u prošlosti morali uvoziti. Kabina Y-20 uključuje vatrootporne kompozite koje je razvio Institut 703 Kineske korporacije za svemirsku znanost i tehnologiju (CASC). Institut 703 osnovan je u ožujku 2009., a razvoj je trajao tri godine. 
Teret se ukrcava kroz veliku krmenu rampu. Y-20 uključuje rameno krilo, T-rep, stražnji sklop za utovar tereta i teški uvlačivi stajni trap, koji se sastoji od tri reda, s parom kotača za svaki red, ukupno šest kotača za svaku stranu. Ispitivanje konstrukcije završeno je za 194 dana u odnosu na prvotno planiranih 300 dana, zahvaljujući uspješnom razvoju i primjeni automatiziranog sustava za analizu čvrstoće konstrukcije. Za usporedbu, sličan rad za Xian JH-7 trajao je godinu dana. Prema riječima zamjenika generalnog konstruktora, najkraća duljina polijetanja Y-20 je 600 do 700 metara.

### Pogon
Početne proizvodne varijante Y-20 pokreću četiri motora Solovjev D-30KP-2 od 12 tona potiska, Trenutno je u procesu zamjene motorom WS-20.
Kinezi namjeravaju zamijeniti D-30 s 14-tonskim potiskom Shenyang WS-20, koji je potreban da Y-20 postigne maksimalnu nosivost tereta od 66 tona. WS-20 dizajniran je iz jezgre Shenyang WS-10 A, autohtonog kineskog turboventilatorskog motora za borbene zrakoplove. Testiranje jednog motora s WS-20 moglo bi se dogoditi do veljače 2019. Testiranje s četiri motora moglo bi se dogoditi do studenog 2020.

### Kapacitet tereta
Četiri metra visoko skladište Y-20 može podići do 66 tona i prevesti do 2 tenka Tip 15 ili 1 tenk Tip 99A na udaljenosti od 7800 km.

## Varijante
Y-20A
Osnovna varijanta, s motorima Solovjev D-30KP-2.
Y-20B
Varijanta s četiri motora WS-20.
Y-20U/YU-20
Varijanta zračnog tankera može nositi oko 90 tona goriva, slično kao Il-78.
Y-20 AEW
Inačica ranog upozoravanja i kontrole (AWACS) u razvoju.

## Specifikacije (Y-20)
- Posada: 3 člana
- Kapacitet: 55.000 – 66.000 kg[16]
- Duljina: 47 m[17]
- Raspon krila: 50 m[18]
- Visina: 15 m
- Prazna masa: 100.000 kg
- Maksimalna masa pri polijetanju: 180.000 – 220.000 kg
- Pogon: 4 × Solovjev D-30KP2 turboventilatorska motora, potisak 117,68 kN
- Pogon: 4 × Shenyang WS-20 turboventilatorska motora, potisak od 140 kN

### Performanse
- Najveća brzina: 0,75 Macha
- Brzina krstarenja: 630 km/h
- Domet: 7800 km s dva tenka Tip 15[19]
- Domet: 10.000 km sa 16,5 tona tereta[20]